# 다마리촌 (이바라키현 니하리군 1955년)
다마리촌(田余村)은 이바라키현 니하리군에 일찍이 존재했던 촌이다.

## 지리
- 구 다마리촌의 서부, 현재의 오미타마시 남서부에 위치한다.
- 가스미가우라호에 접한다.

## 역사
- 1889년 4월 1일 - 정촌제 시행에 의해 니하리군 다마리촌이 성립하였다.
- 1955년 3월 31일 - 다마가와촌과 합병해 다마리촌이 성립하여, 동일 다마리촌은 폐지되었다.

## 인구
| 1891년 | 2,008 |
| 1920년 | 2,572 |
| 1935년 | 2,832 |
| 1950년 | 3,926 |

## 교통

### 철도
- 가시마 철도 (당시엔 가시마 신구철도)
  - 가시마 철도선

## 참고문헌
- 玉里村史編纂委員会編 『玉里村史』、玉里村、1975年
- 角川日本地名大辞典編纂委員会『가도카와 일본 지명 대사전 8 茨城県』、가도카와 쇼텐、1983年 ISBN 4040010809